# Europaparlamentsvalet 1989
Europaparlamentsvalet 1989 ägde rum mellan den 15 juni 1989 och den 18 juni 1989 i Europeiska gemenskapernas medlemsstater, med varierande valdagar. I de flesta medlemsstaterna ägde valet rum torsdagen den 15 juni eller söndagen den 18 juni. Rösträkningen fick inte påbörjas förrän samtliga medlemsstater hade avslutat sina val. Valet var det sista innan Europeiska unionens bildande den 1 november 1993.
Runt 245 miljoner medborgare hade rösträtt i valet om parlamentets 518 mandat. Sedan det föregående valet 1984 hade Portugal och Spanien anslutit sig som två nya medlemsstater till gemenskaperna. Det hade inneburit att parlamentet hade utökats med nya mandat, som hade valts genom extrainsatta val 1987. Antalet mandat förändrades inte i samband med valet 1989.
Valdeltagandet minskade för andra gången i rad och hamnade under 60 procent. Valets vinnare var framför allt Socialistgruppen, som ökade med hela 50 mandat. Eftersom antalet mandat hade utökats på grund av Portugals och Spaniens utvidgning sedan valet 1984, ökade i regel de politiska grupperna i absoluta tal. Förutom Socialistgruppen gick även Liberala och demokratiska reformistgruppen kraftigt framåt procentuellt sett.
Efter valet bildades en ny grön politisk grupp, Gruppen De gröna i Europaparlamentet. Den kommunistiska partigruppen splittrades i två delar, dels Enad vänster och dels Gruppen Europeiska enade vänstern. De båda grupperna slogs senare under mandatperioden ihop med varandra igen.
Eftersom valet var det sista innan ikraftträdandet av fördraget om Europeiska unionen, var de nyvalda ledamöterna de sista att inte ha möjlighet att avsätta Europeiska gemenskapernas kommission.

## Föregående valperiod

Mandatfördelning vid valet 1984.

Valet 1989 var det tredje direkta valet till Europaparlamentet och innefattade de tolv medlemsstaterna i Europeiska gemenskaperna. Sedan det föregående Europaparlamentsvalet 1984, hade Europeiska gemenskaperna utvidgats till att omfatta två nya medlemsstater; Portugal och Spanien. Dessa båda länder höll separata val under 1987 för att utse sina ledamöter fram till valet 1989. Utvidgningen innebar att antalet mandat i parlamentet utökades från 434 till 518, men denna utökning av parlamentet skedde i samband med valet 1987 och inte valet 1989. Övriga medlemsstater behöll därför samma antal mandat som i valet 1984.
Sedan valet 1984 hade även Europeiska enhetsakten både antagits och trätt i kraft. Det innebar att Europaparlamentet hade fått vissa nya maktbefogenheter. Trots detta minskade valdeltagandet för andra gången i rad och hamnade under 60 procent.

## Utformning

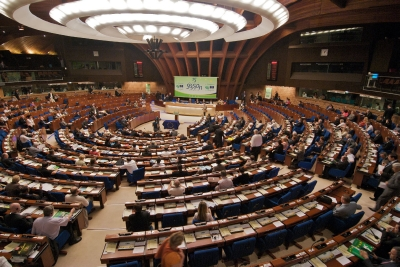
Parlamentets dåvarande plenisal, som delades med Europarådet.

Valet utfördes i enlighet med bestämmelserna i valakten om val till Europaparlamentet. Således ägde valet rum under fyra dagar, men ingen medlemsstat höll sitt val under fredagen eller lördagen. Under torsdagen röstade medborgarna i Danmark, Frankrike, Grekland, Irland, Nederländerna, Spanien och Storbritannien. Övriga medlemsstater höll sina val på söndagen.
I princip hade varje person som var medborgare i någon av gemenskapernas medlemsstater också rösträtt i valet, även om personen var bosatt i en annan medlemsstat än den där han eller hon var medborgare. Det var inte tillåtet att rösta i flera medlemsstater. Rösträkningen fick inte påbörjas förrän samtliga medlemsstater hade avklarat sina val, eftersom valresultatet från en medlemsstat skulle kunna påverka valet i de medlemsstater där det ännu inte avslutats. Valmanskåren omfattade totalt 245 miljoner medborgare. Eftersom Västtyskland ännu inte hade återförenats med Östtyskland, deltog enbart Västtyskland i valet.

## Genomförande

Nationella val hölls samtidigt som det europeiska valet i Luxemburg.

Torsdagen den 15 juni 1989 inleddes valet för medborgarna i Danmark, Frankrike, Grekland, Irland, Nederländerna, Spanien och Storbritannien. Dessa medlemsstater var dock inte tillåtna att påbörja sin rösträkning förrän under söndagen, när alla medlemsstater hade avslutat sina val. Detta berodde på att valresultatet i någon av dessa medlemsstater inte skulle påverka valet i de medlemsstater som ännu inte hade avslutat sina val.
Under fredagen och lördagen hölls inget val i någon medlemsstat. Under söndagen hölls val i Belgien, Italien, Luxemburg, Portugal och Tyskland. Valen utfördes av de nationella myndigheterna. I vissa medlemsstater hölls nationella eller lokala val parallellt med Europaparlamentsvalet. I Luxemburg hölls exempelvis traditionsenligt nationella parlamentsval samtidigt som Europaparlamentsvalet.

## Trender

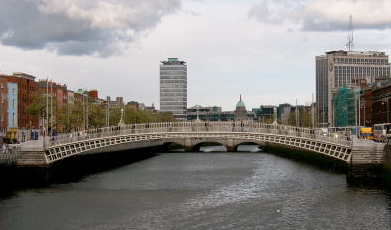
Valdeltagandet ökade mest i Irland av alla medlemsstater.

För andra gången minskade valdeltagandet i Europaparlamentsvalet och nådde ett nytt bottenrekord med under 60 % av medborgarna som röstade. Valdeltagandet varierade emellertid stort mellan de olika medlemsstaterna. I Belgien och Luxemburg, som båda tillämpade obligatoriskt valdeltagande, var valdeltagandet runt 90 procent och ungefär på samma nivå som i valet 1984. I framför allt Danmark, Frankrike och Nederländerna minskade valdeltagandet och nådde knappt under 50 procent. Allra lägst valdeltagande hade Storbritannien, men där ökade valdeltagandet trots allt jämfört med valet 1984. I Grekland och Västtyskland ökade valdeltagandet något, men störst ökning stod Irland för.
I valet saknades alleuropeiska kampanjer, och valet blev, i likhet med tidigare Europaparlamentsval, snarare tolv nationella val än ett gemensamt och enhetligt europeiskt. De nationella partierna bedrev sina egna valrörelser i respektive medlemsstat, även om många av de etablerade partierna ingick i löst sammansatta europeiska partier och hade Europaparlamentariker som ingick i politiska grupper i Europaparlamentet.

## Valresultat

### Valresultat efter politisk grupp
|  |  | SOC | EPP | LDR | EUL/LU | ED | G | EDA | DR | RBW | NI |  | Mandat | Deltagande |  |
|  |  | --- | --- | --- | ------ | -- | - | --- | -- | --- | -- |  | ------ | ---------- |  |

| Belgien |  | 8   | 7   | 4   | – | – | 3   | – | 1 | 1 | – |  | 24 | 90,7 % |  |
| ------- |  | --- | --- | --- | - | - | --- | - | - | - | - |  | -- | ------ |  |
|         |  | 3+5 | 2+5 | 2+2 | – | – | 2+1 | – | 1 | 1 | – |  |    |        |  |

| Danmark |  | 4 | 2 | 3 | 1 | 2 | – | – | – | 4 | – |  | 16 | 46,1 % |  |
| ------- |  | - | - | - | - | - | - | - | - | - | - |  | -- | ------ |  |
|         |  | 4 | 2 | 3 | 1 | 2 | – | – | – | 4 | – |  |    |        |  |

| Frankrike |  | 22 | 6 | 13 | 7 | – | 8 | 13 | 10 | 1 | 1 |  | 81 | 48,7 % |  |
| --------- |  | -- | - | -- | - | - | - | -- | -- | - | - |  | -- | ------ |  |
|           |  | 22 | 6 | 13 | 7 | – | 8 | 13 | 10 | 1 | 1 |  |    |        |  |

| Grekland |  | 9 | 10 | – | 4   | – | – | 1 | – | – | – |  | 24 | 79,9 % |  |
| -------- |  | - | -- | - | --- | - | - | - | - | - | - |  | -- | ------ |  |
|          |  | 9 | 10 | – | 3+1 | – | – | 1 | – | – | – |  |    |        |  |

| Irland |  | 1 | 4 | 2   | 1 | – | – | 6 | – | 1 | – |  | 15 | 68,3 % |  |
| ------ |  | - | - | --- | - | - | - | - | - | - | - |  | -- | ------ |  |
|        |  | 1 | 4 | 1+1 | 1 | – | – | 6 | – | 1 | – |  |    |        |  |

| Italien |  | 14   | 27   | 3 | 22 | – | 7        | – | – | 3 | 5   |  | 81 | 81,5 % |  |
| ------- |  | ---- | ---- | - | -- | - | -------- | - | - | - | --- |  | -- | ------ |  |
|         |  | 2+12 | 26+1 | 3 | 22 | – | 3+1+ 1+2 | – | – | 3 | 4+1 |  |    |        |  |

| Luxemburg |  | 2 | 3 | 1 | – | – | – | – | – | – | – |  | 6 | 87,4 % |  |
| --------- |  | - | - | - | - | - | - | - | - | - | - |  | - | ------ |  |
|           |  | 2 | 3 | 1 | – | – | – | – | – | – | – |  |   |        |  |

| Nederländerna |  | 8 | 10 | 4   | – | – | 2 | – | – | – | 1 |  | 25 | 47,2 % |  |
| ------------- |  | - | -- | --- | - | - | - | - | - | - | - |  | -- | ------ |  |
|               |  | 8 | 10 | 1+3 | – | – | 2 | – | – | – | 1 |  |    |        |  |

| Portugal |  | 8 | 3 | 9 | 3 | – | 1 | – | – | – | – |  | 24 | 51,1 % |  |
| -------- |  | - | - | - | - | - | - | - | - | - | - |  | -- | ------ |  |
|          |  | 8 | 3 | 9 | 3 | – | 1 | – | – | – | – |  |    |        |  |

| Spanien |  | 27 | 16   | 6   | 4 | – | 1 | – | – | 2   | 4     |  | 60 | 54,8 % |  |
| ------- |  | -- | ---- | --- | - | - | - | - | - | --- | ----- |  | -- | ------ |  |
|         |  | 27 | 15+1 | 5+1 | 4 | – | 1 | – | – | 1+1 | 2+1+1 |  |    |        |  |

| Storbritannien |  | 46   | 1 | – | – | 32 | – | – | – | 1 | 1 |  | 81 | 36,2 % |  |
| -------------- |  | ---- | - | - | - | -- | - | - | - | - | - |  | -- | ------ |  |
|                |  | 45+1 | 1 | – | – | 32 | – | – | – | 1 | 1 |  |    |        |  |

| Västtyskland |  | 31 | 32   | 4 | – | – | 8 | – | 6 | – | – |  | 81 | 62,4 % |  |
| ------------ |  | -- | ---- | - | - | - | - | - | - | - | - |  | -- | ------ |  |
|              |  | 31 | 25+7 | 4 | – | – | 8 | – | 6 | – | – |  |    |        |  |

| Europeiska gemenskaperna |  | 180 | 121 | 49 | 42 | 34 | 30 | 20 | 17 | 13 | 12 |  | 518 | 58,5 % |  |
| ------------------------ |  | --- | --- | -- | -- | -- | -- | -- | -- | -- | -- |  | --- | ------ |  |

## Händelser efter valet

### Omgrupperingar

Mandatfördelningen efter politisk grupp efter valet.

Ingen politisk grupp lyckades vinna en majoritet av mandaten i valet. Däremot lyckades Socialistgruppen förstärka sin position som största grupp i kammaren. Jämfört med valet 1984 ökade socialisterna med 50 mandat, men detta berodde delvis på utvidgningen till Portugal och Spanien och att det totala antalet mandat hade utökats.
Även Europeiska folkpartiets grupp (kristdemokratiska gruppen) ökade i absoluta tal, men inte procentuellt jämfört med valet 1984.
Gruppen Europademokrater led den största förlusten, då de förlorade nära hälften av sina mandat. Gruppen gick därmed från att vara den tredje största i parlamentet till att bli den femte största. Gruppen bestod nästintill endast av Konservativa partiet från Storbritannien. Samtidigt intog Liberala och demokratiska reformistgruppen positionen som tredje största grupp.
Kommunisterna splittrades efter valet i två grupper vardera. De två vänstergrupperna återförenades senare under mandatperioden. Extremgruppen Gruppen Europeiska högern, bestående av bland annat Vlaams Belang och Front National, ombildades till Europeiska högerns tekniska grupp och gick fram ett mandat. Slutligen bildades även en ny politisk grupp, Gruppen De gröna i Europaparlamentet, bestående av gröna Europaparlamentariker.
| Socialistgruppen | socialdemokrati | Jean-Pierre Cot |  | 180 |  |

| Europeiska folkpartiets grupp (kristdemokratiska gruppen) | kristdemokrati | Egon Klepsch |  | 121 |  |

| Liberala och demokratiska reformistgruppen | liberalism | Valéry Giscard d'Estaing |  | 49 |  |

| Gruppen Europeiska enade vänstern/Enad vänster | socialism, kommunism | Luigi Alberto Colajanni, René-Emile Piquet |  | 42 |  |

| Gruppen Europademokrater | konservatism | Christopher Prout |  | 34 |  |

| Gruppen De gröna i Europaparlamentet | grön ideologi | Maria Amélia Santos |  | 30 |  |

| Gruppen Europeiska demokratiska alliansen/Gruppen Forza Europa | nationalkonservatism | Christian de La Malène |  | 20 |  |

| Europeiska högerns tekniska grupp | högerextremism | Jean-Marie Le Pen |  | 17 |  |

| Regnbågsgruppen i Europaparlamentet | regionalism | Jaak Vandemeulebroucke |  | 13 |  |

| Grupplösa i Europaparlamentet |  |  |  | 12 |  |

### Val av talman och vice talmän

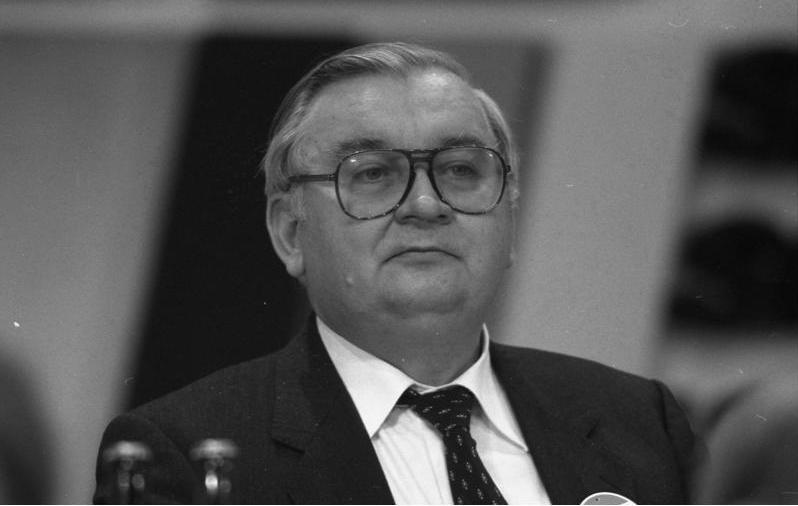
Senare under valperioden utsågs Egon Klepsch till talman.

Det nyvalda Europaparlamentet sammanträdde för första gången den 25 juli 1989. Den första delen av sessionen leddes av ålderspresidenten Claude Autant-Lara, vilket väckte viss uppmärksamhet eftersom han representerade det högerextrema franska partiet Front National. I sitt öppningstal uttryckte han sin ”oro över det amerikanska kulturella hotet”, vilket fick majoriteten av ledamöter att lämna kammaren i protest.
Det första beslutet som Europaparlamentet skulle fatta handlade om att välja en ny talman. Parlamentet valde den spanske socialisten Enrique Barón Crespo till ny talman. Därefter valde parlamentet fjorton vice talmän. Eftersom det inte fanns fler kandidater än antal poster, valdes de med acklamation. Däremot rangordnade parlamentets ledamöter därefter de vice talmännen i en omröstning för att bestämma deras ordning. I likhet med tidigare valperioder, ingick socialisterna och kristdemokraterna en informell överenskommelse om att dela talmansposten, så att kristdemokraterna under den senare halvan av mandatperioden i praktiken skulle få utse talmannen. Då utsågs Egon Klepsch till talman.